# Fabio Rugge
Fabio Rugge (Lecce, 15 settembre 1951) è un politologo italiano. Dal 2013 al 2019 è stato Magnifico rettore dell'Università degli Studi di Pavia, di cui nel 2020 è divenuto professore emerito.

## Biografia
Dopo la maturità classica, si laurea in Scienze politiche all'Università Cattolica del Sacro Cuore di Milano. Dal 1977 intraprende la carriera accademica sotto la guida di Ettore Rotelli. Professore ordinario di Storia delle Istituzioni politiche e Storia dell'amministrazione pubblica, insegna prima all'Università degli Studi di Trento e successivamente nella facoltà di Scienze politiche dell'Università di Pavia, della quale è stato prima preside vicario dal 1999 al 2005 e poi preside dal 2005 al 2011.
È stato Humboldt Stipendiat presso la Technische Universität Berlin (1986), Jemolo Fellow presso il Nuffield College ad Oxford (1996), associate fellow al Woodrow Wilson International Center for Scholars di Washington (2012) e membro dell'esecutivo dell'International Social Science Council.
Ha pubblicato presso editori come Duncker und Humblot, Einaudi, Giuffré, Ios, il Mulino, Laterza, Nomos, Sage.  È stato membro dei comitati scientifici di numerose riviste, tra cui “Il Politico” e “Storia Amministrazione Costituzione”, “Grotius”, “Scienza e Politica”, “Impresa e Stato”, “Jahrbuch für Europäische Verwaltungsgeschichte” e "Public Administration Review".
È stato promotore e poi coordinatore del dottorato “Storia costituzionale e amministrativa dell'età contemporanea” e in seguito del dottorato “Istituzioni, amministrazioni e politiche regionali” dell'Università di Pavia, istituito nel 2007, in collaborazione con il Politecnico di Milano, l'Università Statale di Milano e l'Università Cattolica del Sacro Cuore di Milano, con il supporto di I.Re.F Lombardia (oggi Éupolis). Ha collaborato con la Sissco, Società italiana per lo Studio della Storia Contemporanea (contribuendo a redigerne il primo statuto).
È stato membro del Comitato esecutivo dell'International Social Science Council, ha coordinato per sei anni il Working Group “History of Public Administration” dell'International Institute of Administrative Sciences di Bruxelles ed è stato membro del consiglio di amministrazione della Fondazione “G. Romagnosi - Scuola di Governo Locale”, che ha contribuito a fondare nel 2003 e presieduto fino al 2011. Presiede l'Advisory Body dell'Istituto Universitario di Studi superiori di Pavia.
È stato membro del comitato scientifico dell'Istituto per la Scienza dell'Amministrazione Pubblica di Milano (ISAP), della Associazione Rete delle Città Strategiche, della Fondazione Alma Mater Ticinensis e del Rectors' Advisory Group del Gruppo di Coimbra, la rete universitaria che raggruppa i 39 atenei più antichi e prestigiosi in Europa.
Ha svolto attività di consulenza e formazione per numerosi enti pubblici (tra cui il Consiglio della Regione Lombardia, il Consiglio della Regione a Statuto Speciale Trentino-Süd Tirol ed il Consiglio della Regione Veneto).
Su proposta della Presidenza del Consiglio dei ministri, dapprima, nel 2006, gli è stata conferita l'onorificenza di Commendatore. Successivamente, nel 2020, il Presidente della repubblica lo ha nominato Grande Ufficiale dell‘Ordine al merito della Repubblica italiana.

## Altri incarichi dirigenziali
Nel 2015 è entrato a far parte della giunta della CRUI, della quale è stato il delegato alle relazioni internazionali fino al 2019.
In qualità di Magnifico Rettore dell'Università di Pavia, dal 2015 al 2019 ha ricoperto l'incarico di Presidente del consiglio di amministrazione della Fondazione Istituto Neurologico Nazionale C. Mondino, alla guida dell'omonimo ospedale.
È stato altresì membro del consiglio di amministrazione della Fondazione S. Maugeri, che è attiva nell'ambito della riabilitazione sanitaria in Lombardia e controlla diverse cliniche del lavoro sul territorio nazionale.
Ha seduto nel consiglio di indirizzo della Fondazione CNAO, impegnata nella lotta contro i tumori.
Ha fatto parte dell'advisory board di Confindustria Pavia, l'organo che concorre alla definizione delle strategie e delle proposte dell'associazione degli industriali pavesi.
È stato consigliere d’amministrazione dell’Orchestra Sinfonica Giuseppe Verdi di Milano .

## Vita privata
È sposato e ha due figli. È fratello di Massimo Rugge, patologo ed oncologo.